# Giovanni Perego (artista)
Giovanni Perego (Milano, 1776 – Milano, 14 febbraio 1817) è stato un pittore, scenografo e architetto italiano.

## Biografia
Giovanni Perego nacque a Milano e frequentò l'Accademia di Brera dove studiò scenografia sotto il maestro Paolo Landriani (1757-1839). Grazie al suo maestro nel 1807 lavorò molto al Teatro alla Scala, restaurando le decorazioni dei palchetti e del soffitto con gusto neoclassico. Era una persona estremamente creativa ed era particolarmente abile nel realizzare effetti prospettici. Alcuni suoi lavori sono ancora conservati al Museo teatrale della Scala e al Museo Fondazione Antonio Caccia di Lugano.
Realizzò anche i decori del Teatrino di Corte della Villa Reale di Monza. Come scenografo lavorò al Teatro La Fenice di Venezia, nel 1807. Progettò il Palazzo Saporiti che si trova in Corso Venezia 40 a Milano, poi compiuto da Innocenzo Giusti nel 1812.